# Viimsi (commune)
Viimsi est une commune rurale du nord de l'Estonie dans la région d'Harju à proximité de l'aire urbaine de Tallinn.

## Présentation
Elle s'étend sur 72,84 km2 et sa population est de 18 249 habitants(01/01/2012). C'est donc la municipalité rurale la plus peuplée de la région d'Harju.

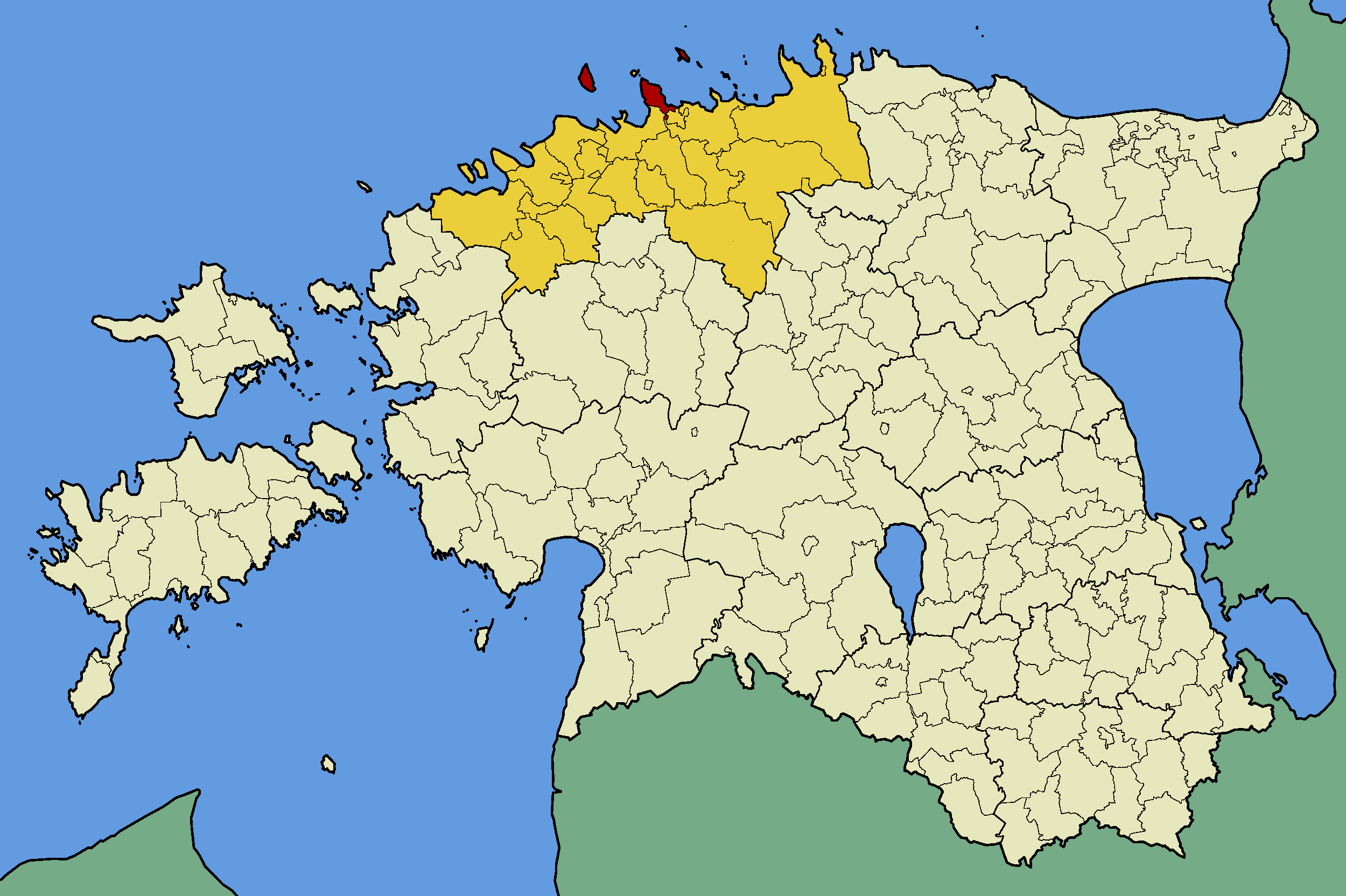
Commune de Viimsi (rouge)
dans le Harjumaa (jaune).

Elle comprend la péninsule de Viimsi et nombre de petites îles pittoresques, comme celles d'Aksi, de Naissaar, ou de Prangli.
La commune abrite le Port de Miiduranna.

## Municipalité
La commune comprend deux bourgs ainsi que dix-huit villages.

### Bourgs
Viimsi, Haabneeme.

### Villages
Idaotsa, Kelnase, Kelvingi, Laiaküla, Leppneeme, Lubja, Lääneotsa, Metsakasti, Miiduranna, Muuga, Naissaare, Pringi, Pärnamäe, Püünsi, Randvere, Rohuneeme, Tammneeme, Äigrumäe.

## Démographie
| 2016   | 2017   | 2018   | 2019   | 2020   |
| ------ | ------ | ------ | ------ | ------ |
| 18 041 | 18 659 | 19 387 | 19 978 | 20 553 |

| 2021   | 2022   | - | - | - |
| ------ | ------ | - | - | - |
| 21 151 | 21 872 | - | - | - |

## Économie

### Principaux employeurs
Principaux employeurs de la commune au 30 juin 2020
| Entreprise/organisation                 | Type d'activité                    | Nombre d'employés |
| --------------------------------------- | ---------------------------------- | ----------------- |
| DBT AS                                  | Manipulation des marchandises      | 254               |
| Fertilitas AS                           | Pratique des médecins spécialistes | 191               |
| Administration de Viimsi                | Organisme administratif            | 182               |
| Interchemie Werken De Adelaar Eeesti AS | Production pharmaceutique          | 146               |
| Eesti pille AS                          | Entretien du transport par eau     | 127               |
| Viimsi Kool                             | École primaire                     | 119               |
| Haabneeme Kool                          | École primaire                     | 84                |
| Manteaux Eesti AS                       | Fabrication de vêtements           | 82                |
| Vesta Terminal Tallinn OÜ               | Manipulation des marchandises      | 77                |
| Randvere Kool                           | École primaire                     | 74                |
| Scanweld AS                             | Travaux de construction            | 73                |
| Inspection Estonie AS                   | Tests et analyses techniques       | 61                |
| Püünsi Kool                             | École primaire                     | 52                |
| Viimsi Gümnaasium                       | Lycée                              | 51                |

## Transports
Le plus grand port de fret du pays, le port de Muuga, est en partie situé à Viimsi.

## Jumelages
| Ville | Ville  | Pays | Pays     | Période     |
| ----- | ------ | ---- | -------- | ----------- |
|       | Porvoo |      | Finlande | depuis 1993 |
|       | Täby   |      | Suède    |             |